# Роберт Франк
Роберт Франк (9. новембар 1924 - 9. септембар 2019) био је швајцарски фотограф и режисер документарних филмова. Његово најзапаженије дело, књига из 1958. под насловом Американци, зарадио је Френкова поређења са Алексисом де Токвилом због његовог свежег и нијансираног спољњег погледа на америчко друштво.
Критичар Шон О'Хејган, пишући у часопису Гардијан 2014. године, рекао је да су Американци „променили природу фотографије, шта она може да каже и како може да каже. [...] остаје можда најутицајнија књига фотографија 20. века. века." Франк се касније проширио на филм и видео и експериментисао са манипулисањем фотографијама и фотомонтажом.

## Биографија
Франк је рођен у Цириху, Швајцарској, као син Розе и Хермана Франка. Његова породица је јеврејског порекла. Иако је његова породица остала у Швајцарској након емиграције из Немачке, нацизам је утицао на Франково разумевање опресије. Окренуо се фотографији, желећи да побегне од проблема. Направио је прву књигу 40 Fotos 1946. године. Франк је емигрирао у САД 1947. године и радио као модни фотограф за часопис Harper's Bazaar.
Путовао је по Јужној Америци и Европи. Направио је још једну књигу фотографија које је снимио у Перуу, и вратио се у САД  1950. године. Исте године се венчао са Мери Франк, са којом је имао двоје деце, Андреу и Пабла. Упознао је и Едварда Стајхена у једној од њујоршких галерија.
Иако је првобитно био оптимистичан око живота у САД, друштву и култури, Франк је променио мишљење када је био упознат са брзим начином живота у Америци. Видео је Америку као усамљено и тужно место, и та перспектива је постала веома видљива кроз његов каснији рад. Наставио је да путује, да би се 1953. вратио у Њујорк и радио као фриленс фотограф за неколико часописа. Радио је са фотографима попут Сол Лејтера и Диане Арбус.

## Американци
Франк се прославио албумом Американци, објављеним у Француској 1958, односно 1959. у Сједињеним Америчким Државама, а реч је о збирци црно-белих фотографија које је снимао путујући широм САД и стварајући манифест традиције који ће дубоко утицати на будуће генерације.

### Тамна страна "америчког сна"
Многи од њих присетили су се реченице из предговора који је писац Џек Керуак написао за Американце.
| „ | Својим малим фотоапаратом, а подизао га је и руковао њиме само једном руком, извукао је из Америке тужну поему и заузео место међу трагичним песницима света”, написао је Керуак, па додао “Роберту Франку шаљем ову поруку: ‘Ви имате очи’. | ” |

Албум Американци уврштава се у уметнички покрет бит генерације, у којем је инстинкт превладао над темељним техникама новинарске фотографије.
Његов албум био је сматран депримантним и субверзивним јер је открио тамну страну “америчког сна”: сиромаштво, сегрегацију, неједнакост и самоћу.